# 稲川素子
稲川 素子（いながわ もとこ、1934年〈昭和9年〉1月18日 - 2024年〈令和6年〉5月13日）は、日本の芸能プロモーター。株式会社稲川素子事務所代表取締役。

## 来歴
1934年、福岡県柳川市に生まれた。父は旧家出身で、若い頃にヨーロッパで何年も遊学できるほどの恵まれた環境で育ったという。実家は1万坪の敷地の中にテニスコートが2面あるほどの大きな屋敷で、別府にあった別荘にはグランドピアノが置かれていた。稲川はここで何不自由ない幼少期を過ごした。戦争が激しくなった頃この実家に疎開し、小学校6年生のときに終戦を迎えた。
戦後の農地改革で不在地主として土地を没収されると、家計が火の車に陥り、甚だしい食糧難と貧苦に見舞われた。サツマイモの蔓やカボチャの葉を食べて糊口を凌いだという。高校入学後は極度の栄養失調による貧血で入退院を繰り返し、体重は37kgにまで激減した。そんな稲川に救いの手を差し伸べてくれたのが、かの有名なダグラス・マッカーサーであった。高校2年生のとき教会の聖歌隊に参加し、礼拝に訪れていたマッカーサーが痩せ細った稲川を見兼ねて、ベーコンエッグをご馳走してくれたという。
女子聖学院高等部を卒業後、慶應義塾大学文学部に入学。19歳のときに受けた盲腸の手術で、麻酔注射の失敗により体の右半分が麻痺し、大学の中退を余儀なくされた。食糧事情も改善して徐々に健康を取り戻しつつあった22歳の頃、慶應義塾大学工学部卒で三井鉱山に勤務していた稲川長康と結婚した。その後妊娠し出産準備を進めていたが、逆子であることが判明したため医師から帝王切開を提案された。このとき、前述の麻酔ミスで一時的に半身不随となったトラウマが脳裏をよぎった。そのため、麻酔なしで帝王切開を敢行し無事娘を出産した。一人娘の佳奈子は、稲川と二人三脚でピアノの練習に打ち込み、現在はピアニストとして活躍している。
専業主婦を経て、51歳のとき、外国人タレント専門の芸能事務所「稲川素子事務所」を設立。前述の麻酔ミスでやむを得ず大学を中退したことをずっと後悔していた稲川は、65歳のとき、かつて通っていた慶應義塾大学文学部の通信教育課程に再入学し、ドイツ文学を専攻した。さらに72歳のときには、東京大学大学院総合文化研究科「人間の安全保障」プログラム（HSP）修士課程に3度目の挑戦で合格し、自らの職業を研究テーマに生かして国際社会科学を専攻した。博士課程ではステージ4の大腸がんと闘いながら博士論文「戦後日本の入国管理政策の変遷と課題」を書き上げ、82歳のときに博士号を取得した。
2024年5月13日、心不全のため死去したことが、6月11日に娘の稲川佳奈子によって明らかになった。90歳没。

## 人物
- 女性事業家・世界中の外国人タレントを持つという経験から、各種講演・テレビ出演が多い。
- 趣味は読書・テニス・ダンス・物を知ること[9]。
- 尊敬している人物の一人は、命の恩人でもあるダグラス・マッカーサー。1947年、稲川が少女時代の頃、教会の聖歌隊に参加していたときに、礼拝に訪れていたマッカーサーが痩せ細った稲川を見かねて彼女にベーコンエッグを与えて命をつないでくれたという。

## 親族
娘はピアニストの稲川佳奈子。福岡県生まれ。福岡教育大学附属久留米小学校、福岡教育大学附属久留米中学校、桐朋女子高等学校音楽科ピアノ専攻を経て、1981年に桐朋学園大学音楽学部演奏学科ピアノ専攻を卒業。1972年10月、毎日新聞社・NHK主催「第26回全日本学生音楽コンクール」にてピアノ部門：中学生の部入賞。1981年6月、西日本新聞社主催「西日本音楽コンクール」にて西日本新聞社賞受賞。1984年5月、朝日新聞社主催「第3回新人音楽コンクール」にて第1位大賞・グランプリ受賞・文部大臣賞受賞。井口秋子、遠藤郁子、安川加寿子、ヴラド・ペルルミュテール、コンラート・ハンゼン各氏に師事。高校在学中から九州交響楽団と度々協演。1995年ドイツコンサートツアー。1997年東京公演。1999・2000年ロイヤルメトロポリタン管弦楽団協演。現在アメリカ在住。

## 役職
- 国連UNHCR協会 理事[3]
- 社団法人国際知識普及協会 代表理事
- 社団法人地球環境芸術文化推進機構 代表理事
- 社団法人世界の国旗普及協会 代表理事
- 特定非営利活動法人 日本・ロシア協会 常任理事
- 公益財団法人ケア・インターナショナルジャパン 顧問
- 公益財団法人日本ボールルームダンス連盟 会長・代表理事
- 社団法人東部日本ボールルームダンス連盟 特別顧問
- 社団法人日本社交舞踏教師協会 顧問（技術級：フェロー）
- 商業スポーツ施設インストラクター1級（文部科学省管轄）
- 全日本プロフェッショナルダンス競技選手会 最高顧問
- 河口湖オルゴールの森美術館 館長
- 株式会社稻學館 代表取締役
- 日本アカデミー賞協会 会員
- 社団法人日本外国特派員協会 会員
- 社団法人日本ペンクラブ 会員

## 受賞
- 1991年 スコットランドバーンズクラブより民間大使としての賞を受賞
- 1997年 社会文化功労賞受賞
- 1998年 湯川記念平和賞（湯川秀樹財団）
- 2014年 アジア指導者大賞（アジア平和連合）

## テレビ出演
- 宇宙一せまい授業!（あっ!とおどろく放送局：2008年5月）
- 一意専心〜稲川素子の素顔でトーク〜 （BS日テレ：2008年10月 - ）
- 笑っていいとも! （フジテレビ：2009年11月30日）
- 偉大なる創業バカ一代（AbemaTV：2017年10月14日）[10]

## 著書

### 単著
- 『これでいいのかニッポンの親―子どもが育つ世界の教え』（光文社、2001年）
- 『一途、ひたすら、精一杯』（講談社、2009年）：自叙伝
- 『ハローキティとモコちゃんの世界45ヵ国のありがとう』（講談社、2012年）

### 共著
- 『どーもアリガトだよ―在日外国人32人の“渡る日本はいい人ばかりだった』（メタモル出版、2000年 稲川素子事務所編集）